# Michał
Michałⓘ (hebr. ‏מִיכָאֵל‎ – Mîchā’ēl) – imię męskie pochodzenia hebrajskiego, wywodzące się od jednego z archaniołów. Po hebrajsku znaczy „któż [jest taki] jak Bóg”. Forma żeńska to Michalina.
Wedle danych PESEL według stanu na 19 stycznia 2024 roku imię to nosi w Polsce 492 093 mężczyzn.

## Imieniny Michała
23 stycznia, 10 lutego, 2 marca, 14 marca, 6 kwietnia, 10 kwietnia, 4 maja, 8 maja, 14 maja, 23 maja, 14 czerwca, 20 czerwca, 5 lipca, 25 sierpnia, 29 sierpnia, 1 września, 6 września, 29 września.

## Imiennicy

### Władcy
- Michał I Cerulariusz – patriarcha Konstantynopola latach 1043–1058.
- Michał I Rangabe – cesarz bizantyński w latach 811–813.
- Michał I Romanow – car rosyjski w latach 1613–1645.
- Michał I Rumuński – król rumuński w latach 1927–1930 i 1940–1947.
- Michał I Uzurpator – król portugalski w latach 1828–1834.
- Michał II Amoryjczyk – cesarz bizantyński w latach 820–829.
- Michał III Metystes – cesarz bizantyński w latach 842–867.
- Michał IV Paflagończyk – cesarz bizantyński w latach 1034–1041.
- Michał V Kalafates – cesarz bizantyński w latach 1041–1042.
- Michał VI Stratiotikos – cesarz bizantyński w latach 1057–1058.
- Michał VII Dukas – cesarz bizantyński w latach 1071–1078.
- Michał VIII Paleolog – cesarz bizantyński w latach 1259–1282.
- Michał Korybut Wiśniowiecki – król polski w latach 1669–1673.
- Michał Obrenowić – książę serbski w latach 1839–1842 i 1860–1868.
- Michał Olelkowicz – książę słucki i kopylski.
- Michał Romanow – wielki książę rosyjski, car przez jeden dzień.
- Michał Waleczny – hospodar wołoski w latach 1593–1600.

### Pozostali
- Jean-Michel Jarre – francuski kompozytor
- Michał Marten (Joka) – raper, członek zespołu Kaliber 44
- Jan Maria Michał Kowalski – arcybiskup mariawicki, męczennik, święty Kościoła Katolickiego Mariawitów/
- Michael Adams – szachista
- Michael Ballack – niemiecki piłkarz
- Michael Balzary – muzyk
- Michael Bublé – muzyk
- Michael C. Hall – aktor
- Michael Caine – aktor
- Michael Carrick – piłkarz
- Michael Crichton – pisarz
- Michael Diamond – muzyk
- Michael Douglas – aktor
- Michael E. Porter – amerykański teoretyk zarządzania
- Michael Ellis DeBakey – lekarz
- Michael Espat – belizeński polityk
- Michael Faraday – chemik, fizyk
- Michael Finnegan – belizeński polityk
- Michael Grylls – brytyjski polityk konserwatywny, ojciec Beara
- Michael Hayböck – skoczek narciarski
- Michael Haydn – austriacki kompozytor
- Michael Hutchence – muzyk, wokalista zespołu INXS
- Michael Hutchinson – belizeński polityk
- Michael J. Fox – aktor
- Michael Jackson – muzyk
- Michael Johnson – lekkoatleta
- Michael Jordan – koszykarz
- Michael Matt – narciarz alpejski
- Michael Neumayer – skoczek narciarski
- Michael O’Kennedy – irlandzki polityk
- Michael O’Neill – północnoirlandzki piłkarz i trener
- Michael Owen – piłkarz
- Michael Phelps – pływak
- Michael Schumacher – kierowca Formuły 1
- Michael Stipe – muzyk, wokalista zespołu REM
- Michael Uhrmann – skoczek narciarski
- Michael Walchhofer – narciarz
- Michael Weikath – muzyk, gitarzysta zespołu Helloween
- Michaił Bakunin – rosyjski anarchista
- Michaił Botwinnik – rosyjski arcymistrz szachowy
- Michaił Bułhakow – pisarz
- Michaił Dokuczajew – radziecki generał-major KGB.
- Michaił Glinka – kompozytor
- Michaił Gorbaczow – radziecki polityk.
- Michaił Kalinin – radziecki polityk.
- Michaił Kałasznikow – radziecki konstruktor broni.
- Michaił Kazakow – radziecki generał.
- Michaił Kirponos – radziecki generał.
- Michaił Kozłow – radziecki generał.
- Michaił Kreczetnikow – rosyjski generał.
- Michaił Łomonosow – pisarz.
- Michaił Malinin – radziecki generał.
- Michaił Odincow – radziecki generał-pułkownik lotnictwa.
- Michaił Romanow – radziecki generał-major.
- Michaił Sorokin – radziecki generał.
- Michaił Szołochow – rosyjski pisarz, noblista.
- Michaił Tal – łotewski szachista, ósmy mistrz świata w szachach.
- Michal Biran – izraelska polityk
- Michal Rozin – izraelska polityk
- Michał Anioł Buonarroti – malarz, rzeźbiarz, poeta włoski
- Michał Bajor – muzyk, aktor
- Michał Bałucki – pisarz
- Michał Bąkiewicz – siatkarz
- Michał Boni – polityk
- Michał Cieślak – polski polityk
- Michał Drzymała – symbol walki o polskość
- Michał Dyba – polski judoka
- Michał Fajbusiewicz (Marian Fajbusiewicz) – dziennikarz
- Michał Figurski – dziennikarz
- Michał Głowiński – pisarz
- Michał Heller – polski duchowny katolicki
- Michał Jakubik – polski generał brygady, pilot.
- Michał Jeliński – polski wioślarz
- Michał Jurecki – piłkarz ręczny
- Michał Kajka – mazurski poeta ludowy, artysta, działacz mazurski, bojownik o polskość Mazur
- Michał Kapliński – raper
- Michał Kazimierz Ogiński – Wielki Hetman Litewski
- Michał Kądzioła – polski siatkarz plażowy
- Michał Kleofas Ogiński – polski kompozytor
- Michał Kobyliński – polski nauczyciel, porucznik rezerwy piechoty WP, ofiara zbrodni katyńskiej.
- Michał Koterski – aktor
- Michał Kozal – biskup rzymskokatolicki, błogosławiony.
- Michał Krupa – żołnierz NOW-AK.
- Michał Kubiak – polski siatkarz
- Michał Kwiatkowski – polski kolarz
- Michał Kwiatkowski – polski piosenkarz
- Michał Kwiecień – polski brydżysta
- Michał Lesień – polski aktor
- Michał Listkiewicz – polski sędzia piłkarski, działacz sportowy
- Michał Lorenc – polski kompozytor
- Michał Malitowski – polski tancerz
- Michał Matczak („Mata”) – polski raper.
- Michał Milowicz – aktor
- Michał Ogórek – dziennikarz
- Michał Oracz – polski grafik i twórca gier planszowych
- Michał Pałubski – aktor kabaretowy
- Michał Paszczyk – kabareciarz/aktor
- Michał Pazdan – piłkarz
- Michał Piaszczyński – polski ksiądz, błogosławiony katolicki.
- Michał Piela – polski aktor
- Michał Piróg – choreograf
- Michał Pleskowicz – polski speedcuber
- Michał Pokrywka – polski judoka
- Michał Polech – generał lotnictwa
- Michał Potoczny – polski polityk
- Michał Przysiężny – tenisista
- Michał Rawita Witanowski – polski regionalista, krajoznawca i historyk
- Michał Rola-Żymierski – Marszałek Polski
- Michał Rosa – polski judoka
- Michał Rosa – reżyser filmowy
- Michał Ruciak – polski siatkarz
- Michał Seweryński – polski polityk, profesor nauk prawnych
- Michał Sędziwój – alchemik, lekarz
- Michał Sieczkowski – polski aktor
- Michał Stachyra – polski twórca gier i przedsiębiorca
- Michał Staniszewski – polski kajakarz, medalista olimpijski
- Michał Stryga – polski generał dywizji.
- Michał Szczygieł – piosenkarz
- Michał Szpak – polski piosenkarz
- Michał Szweycer – szlachcic polski
- Michał Tomaszek (1958-1991) – polski franciszkanin, misjonarz w Peru, męczennik, błogosławiony katolicki
- Michał Urbaniak (ur. 1990) – polski polityk. Od 2019 roku poseł
- Michał Urbaniak (ur. 1943) – polski muzyk
- Michał Winiarski – siatkarz
- Michał Wiśniewski – muzyk
- Michał Wójcik – komik
- Michał Zieniawa – judoka
- Michał Znicz – aktor
- Michał Żebrowski – aktor
- Michał Żewłakow – piłkarz.
- Micheil Saakaszwili – polityk
- Michel de Montaigne – pisarz
- Michel Foucault – historyk
- Michel Moran – kucharz
- Michel Ney – Marszałek Francji
- Michel Platini – piłkarz
- Michel Welter – luksemburski polityk
- Michelangelo Antonioni – reżyser filmowy
- Mick Jagger – muzyk
- Miguel Ángel Falasca – hiszpański siatkarz
- Miguel de Cervantes – pisarz
- Miguel Indurain – hiszpański kolarz
- Mihai Eminescu – pisarz
- Mihail Marin – szachista
- Mike Krzyzewski – amerykański trener koszykówki pochodzenia polskiego
- Mike McCready – muzyk
- Mike Oldfield – muzyk
- Mike Patton – muzyk
- Mike Powell – amerykański lekkoatleta
- Mike Shinoda – muzyk
- Mike Tyson – bokser
- Mychajło Fomenko – ukraiński piłkarz i trener
- Nostradamus (Michel de Nostredame) – jasnowidz
- Sawa (Michał Hrycuniak) – polski biskup prawosławny
- Szad (Michał Baryła) – raper

## Fikcyjne osoby o imieniu Michał
- Michael Corleone – bohater trylogii Mario Puzo Ojciec chrzestny, Don Michael
- Michał Wołodyjowski – jeden z bohaterów trylogii H. Sienkiewicza
- Michał Strogow – bohater powieści Juliusza Verne’a Michał Strogow
- Micheal De Santa – jeden z trójki bohaterów GTA V